# جيل أف أم
جيل أف أم هي إذاعة محلية بالجزائر تبث برامجها باللغة العربية وباللغة الفرنسية على موجة أف أم 94.70.

## وصلات خارجية
- قائمة الإذاعات المحلية بالجزائر
- شبكة الإذاعات الجهوية

قالب:إذاعات جزائرية